# Daniel García Gutiérrez
Daniel García Gutiérrez (Badalona, 12 dicembre 1975) è un ex cestista spagnolo, professionista nella Liga ACB.

## Palmarès
- Copa del Rey: 1

Joventut Badalona: 1997
- Liga catalana: 2

Joventut Badalona: 1994, 1998
- Copa Príncipe de Asturias: 1

León: 2007